# Elda Maria Pimenta
Elda Maria da Silva Pimenta é ex-voleibolista -brasileira que conquistou a medalha de ouro nos Jogos Pan-Americanos de 1963 atuando pela Seleção Brasileira de Voleibol Feminino.

## Carreira
Foi atacante da Seleção Brasileira Adulta  desde 1961 até 1967 e conquistou a medalha de ouro nos Jogos Pan-Americanos de 1963 e participou do Campeonato Mundial em 1962. Se formou em Educação Física, onde conheceu seu marido Carlos Alberto Silva, que foi o treinador de futebol da Seleção Brasileira de Futebol e grandes clubes brasileiros e estrangeiros; casou com este 1970, tiveram três filhos: Ana Paula(psicóloga), Ana Cristina (administradora) e que lhe deu a neta Ana Júlia  e o Carlos Alberto da Silva Júnior (professor de educação Física).
Atualmente trabalha com Agência de Turismo e participou em  2007  com atacante do Minas Tênis Clube na categoria 60/65+, cuja equipe que defende é conhecida Diamante,  e estreou com vitória  e uma derrota no Campeonato Brasileiro Vôlei Master 2007, venceram o time do Amas-Sogipa(RS) por 2 sets a 0 (25/17 e 25/21) e, em seguida, perderam para o Bola-Mania(MG) por 2 a 0 (18/25 e 18/25). E ao lado do atual campeão AABR (RJ) são os primeiros finalistas do Campeonato Brasileiro Vôlei Master 2007. As equipes se enfrentaram e o time mineiro conquistou o título da categoria 60 e 65+ feminina no Centro de Desenvolvimento do Voleibol  em Saquarema–RJ(CDV-S).

## Títulos e Resultados
Campeonato Mundial de Voleibol Feminino
- 1962- 8º Lugar  (Moscou,  Rússia)[2]

Campeonato Brasileiro de Voleibol Máster
- 2007- Campeã da Categoria 60/65+  atuando pelo MTC[5]